# Circuito paralelo

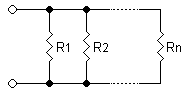
Exemplo de ligação paralela utilizando resistores

É conhecido como um circuito paralelo um circuito composto exclusivamente por componentes elétricos ou eletrônicos conectados em paralelo (de conexão em paralelo, que é o mesmo que associação em paralelo ou ligação em paralelo). É uma das formas básicas de se conectar componentes eletrônicos. A nomeação descreve o método como os componentes são conectados.
Como demonstração, consideremos um circuito simples consistindo de duas lâmpadas e uma bateria de 9 V. Na ligação paralela, os terminais positivos das lâmpadas são ligados ao terminal positivo da bateria, e os terminais negativos das lâmpadas são ligados ao negativo da bateria, sendo esta ligação diferente da ligação série.
Em geral, é o tipo de ligação mais utilizada em instalações elétricas residenciais e industriais pois permite que cada componente seja ligado independente no circuito. Desta forma, este tipo de circuito proporciona maior autonomia quanto as ligações elétricas, facilitando inclusive manutenções futuras.
As grandezas que podem ser medidas neste circuito são R, a resistência elétrica (medida em ohms (Ω)); I, a corrente elétrica (medida em ampères (A), ou coulombs por segundo); e V, a tensão elétrica,  (medida em volts (V), ou joules por coulomb).
A tensão é a mesma através de qualquer um dos componentes que estejam conectados em paralelo.
Para encontrar a corrente total, I, podemos utilizar a Lei de Ohm em cada malha, e então somar todas as correntes. (Veja Leis de Kirchhoff para uma explicação detalhada deste fenômeno). Fatorando a voltagem, que é a mesma sobre todos os componentes, nós temos:
{\displaystyle I_{\mathrm {total} }=V\cdot \left({\frac {1}{R_{1}}}+{\frac {1}{R_{2}}}+\cdots +{\frac {1}{R_{n}}}\right)} que é o mesmo que {\displaystyle I_{\mathrm {total} }={\frac {V}{R_{\mathrm {total} }}}\,}.

## Notação
A propriedade da ligação paralela pode ser representada nas equações por duas linhas verticais "|" (como na geometria) para simplificar as equações. Para dois resistores ligados em paralelo, temos:
{\displaystyle R_{\mathrm {total} }=R_{1}\|R_{2}={R_{1}R_{2} \over R_{1}+R_{2}}}

## Circuitos paralelos com um só tipo de componente

### Associação de resistores
Os resistores podem ser combinados basicamente em três tipos de associações: em série, em paralelo ou ainda em associação mista, que é uma combinação das duas formas anteriores.
Qualquer que seja o tipo da associação, esta sempre resultará numa única resistência total, normalmente designada como resistência equivalente - e sua forma abreviada de escrita é Req ou Rt.
Características fundamentais de uma associação em paralelo de resistores:
- Há mais de um caminho para a corrente elétrica;
- Segundo pesquisas, resistores em grande quantidade a corrente sofre perda para "correr" até eles, seria necessário uma tensão maior que a desejada pelo circuito.
- A corrente elétrica se divide entre os componentes do circuito;
- A corrente total que circula na associação é o somatório da corrente de cada resistor;
- O funcionamento de cada resistor é independente dos demais;
- A diferença de potencial (corrente elétrica necessária para ocorrer a ddp) é a mesma em todos os resistores;
- O resistor de menor resistência será aquele que dissipa maior potência.

A fórmula para o cálculo da resistência equivalente (Req) de um circuito de resistores em paralelo é:
{\displaystyle {\frac {1}{R_{eq}}}={\frac {1}{R_{1}}}+{\frac {1}{R_{2}}}+...+{\frac {1}{R_{n}}}}

Caso os valores dos resistores sejam iguais, a resistência equivalente é igual ao valor de uma das resistências (R) dividido pelo número de resistores utilizados:
{\displaystyle R_{eq}=R/N}
onde N é o número de resistores.
Ainda, no caso específico de um circuito resistivo com duas resistências de valores diferentes, a equação abaixo pode ser utilizada:
{\displaystyle R_{eq}=R_{1}||R_{2}={\frac {R_{1}.R_{2}}{R_{1}+R_{2}}}}
Caso tenha mais de 3 resistores, será necessário calcular equivalência entre o Primeiro Resistor e o Segundo resistor, o resultado você irá multiplicar e dividir com o terceiro resistor
{\displaystyle R_{eq}=R_{1,2}||R_{3}={\frac {R_{1,2}.R_{3}}{R_{1,2}+R_{3}}}}
Onde R1,2 é o resultado entre eles multiplicado e adicionado por R3
Note que 1/R é o valor da condutância, ou seja, o inverso da resistência, assim pode-se dizer que para a associação de resistores em paralelo, a condutância total é igual a soma das condutâncias individuais de cada resistor, ficando claro que a condutância total será maior, logo a resistência total será menor.
A fórmula para o cálculo da condutância equivalente (Geq) de um circuito de resistores em paralelo é:
{\displaystyle G_{\mathrm {eq} }=G_{1}+G_{2}+G_{3}\cdots +G_{n}}
Outra propriedade do resistor equivalente é que apesar de a resistência ser menor, a potência máxima que ele poderá suportar será maior do que as potências máximas que cada resistor que o compõe pode suportar, por exemplo, dois resistores de 1 ohm / 1 watt são conectados em paralelo, 1 volt é máxima tensão que se pode aplicar em qualquer um deles, resultando numa potência de 1 watt, o mesmo 1 volt aplicado no circuito paralelo de dois resistores resultará numa potência de 2 watts.

### Associação de indutores
Os indutores possuem um comportamento nas associações semelhante ao dos resistores, de modo que a indutância de indutores em paralelo é igual ao inverso da soma do inversos das indutâncias individuais, temos então a equação:
{\displaystyle {1 \over {L_{\mathrm {total} }}}={1 \over {L_{1}}}+{1 \over {L_{2}}}+\cdots +{1 \over {L_{n}}}}

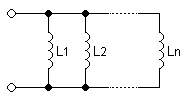
Um diagrama contendo indutores conectadores em paralelo

Se os indutores estiverem situados nos campos magnéticos de outros indutores, deve-se levar em conta sua indutância mútua. Se a indutância mútua entre dois indutores em paralelo é M, então o indutor equivalente é:
{\displaystyle {1 \over L_{\mathrm {total} }}={1 \over (L_{1}+M)}+{1 \over (L_{2}+M)}} ou
{\displaystyle {1 \over L_{\mathrm {total} }}={1 \over (L_{1}-M)}+{1 \over (L_{2}-M)}}
A fórmula correta depende da maneira como os indutores se influenciam mutuamente.
O princípio é o mesmo para mais de dois indutores, porém deve-se levar em conta a indutância mútua de cada indutor em todos os outros indutores e como eles são influenciados. Então, para três indutores teriamos três indutâncias mútuas ({\displaystyle M_{12},M_{13}} e {\displaystyle M_{23}}) e oito equações possíveis.

### Associação de capacitores
Os capacitores possuem regras de associação diferentes dos outros componentes. A capacitância total de um dado conjunto de capacitores em paralelo é igual à soma de suas capacitâncias individuais, temos então a fórmula:
{\displaystyle C_{\mathrm {total} }=C_{1}+C_{2}+\cdots +C_{n}}

Um diagramas de alguns capacitores conectados em paralelo

A tensão de operação de uma associação paralela de capacitores é sempre limitada pela menor tensão existente em um componente individual da associação.

### Associação de pilhas
Associa-se pilhas em paralelo para se ter uma bateria equivalente com menor resistência interna equivalente e que demore mais para ser esgotada (para diminuir o tempo entre uma reposição e outra), do mesmo modo que associar resistores em paralelo diminui a resistência total. É importante notar que pilhas em paralelo devem ter a mesma tensão.Mas a tensão será diferente ou igual?

## Circuitos paralelos com mais de um tipo de componente

### a) Circuito RL paralelo
Consiste de um resistor (R) e de um indutor (L) conectados em paralelo.

### b) Circuito RC paralelo
Consiste de um resistor (R) e de um capacitor (C) conectados em paralelo.

### c) Circuito RLC paralelo
Consiste de um resistor (R), um indutor (L), e um capacitor (C), conectados em paralelo.